# Ivanava
Ivanava (in bielorusso Івáнава?; in russo Ивáново?) è una città della Bielorussia, situata nella regione di Brėst.